# Четвертаков Віктор Григорович
Ві́ктор Григо́рович Четвертако́в (24 квітня 1958 — 6 жовтня 2014) — солдат Збройних сил України, учасник російсько-української війни.

## Життєвий шлях
Закінчив середню школу № 1 Приазовського, сучасна Приазовська різнопрофільна спеціалізована школа № 1 «Азимут». Пройшов строкову військову службу в лавах ЗС СРСР.
Керівник фермерського господарства «Ніна».
У військкоматі відмовлялися мобілізувати — багатодітний батько, він наполіг та написав відповідну заяву. Пройшов підготовку у навчальному артилерійському центрі «Дівички», у вересні був направлений до 72-ї бригади в зону бойових дій.
Помер в Дніпропетровському шпиталі від поранень, котрих зазнав у Волноваському районі під час бою з терористами.
Похований на центральному кладовищі смт Приазовське 9 жовтня 2014 року.
Без Віктора лишились дружина й четверо дітей — сини 1983 р.н., 1985 р.н., 1987 р.н. і донька 1989 р.н.

## Нагороди та вшанування
- орден «За заслуги перед Запорізьким краєм» III ступеня, посмертно (розпорядження голови Запорізької обласної ради від 27.11.2017 № 514-н)[2].
- Почесний громадянин Приазовського району (посмертно)
- 21 серпня 2015 року у смт Приазовське на будівлі Приазовської різнопрофільної спеціалізованої школи № 1 «Азимут» відкрито меморіальну дошку Віктору Четвертакову[3].